# オックスフォード・ユニオン
オックスフォード・ユニオン（Oxford Union, The Oxford Union Society）は、主にオックスフォード大学から会員を集める弁論団体。英国で最も古く、世界で最も権威のある非公開学生団体の一つである。同大の学生自治会からは独立している。

## ユニオンビル

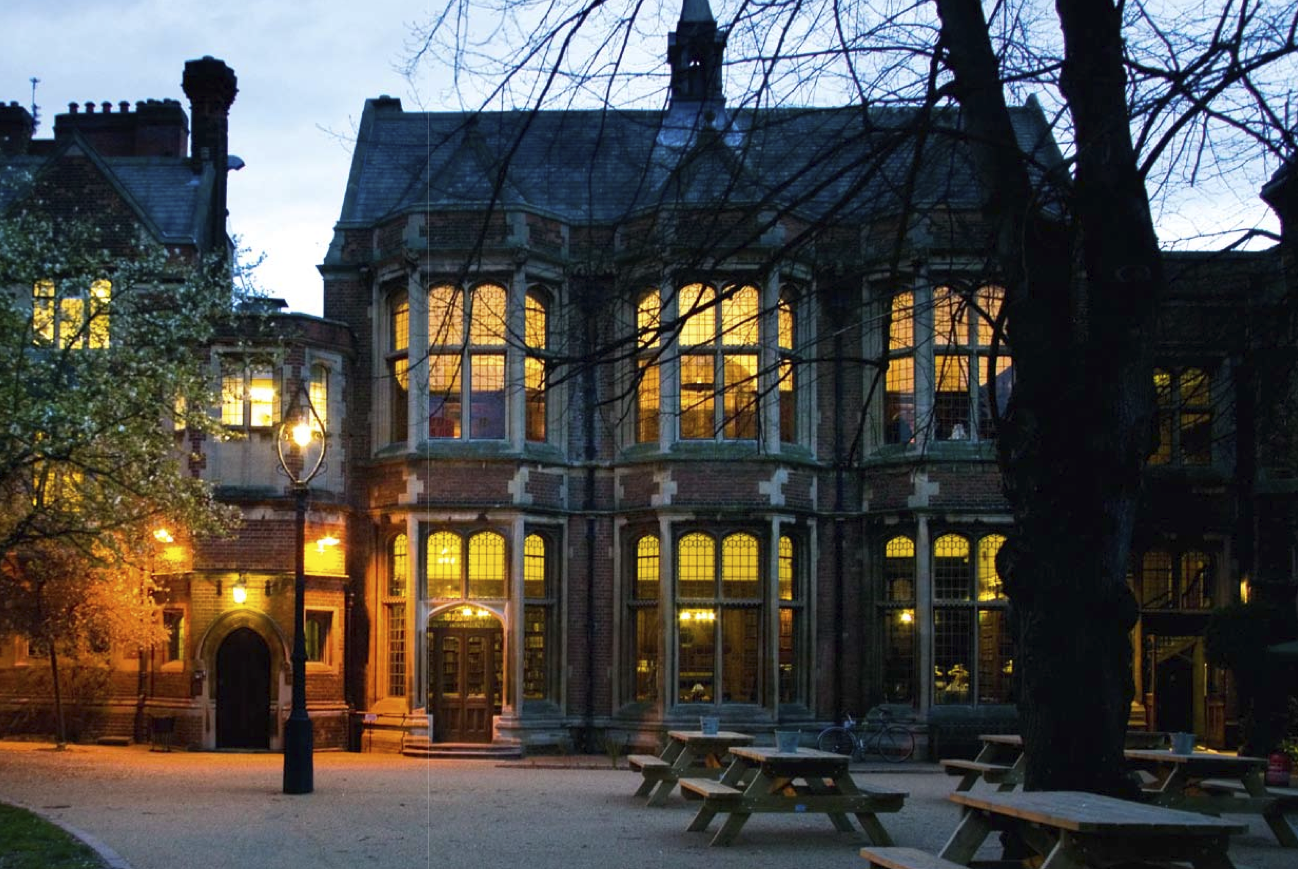
本館

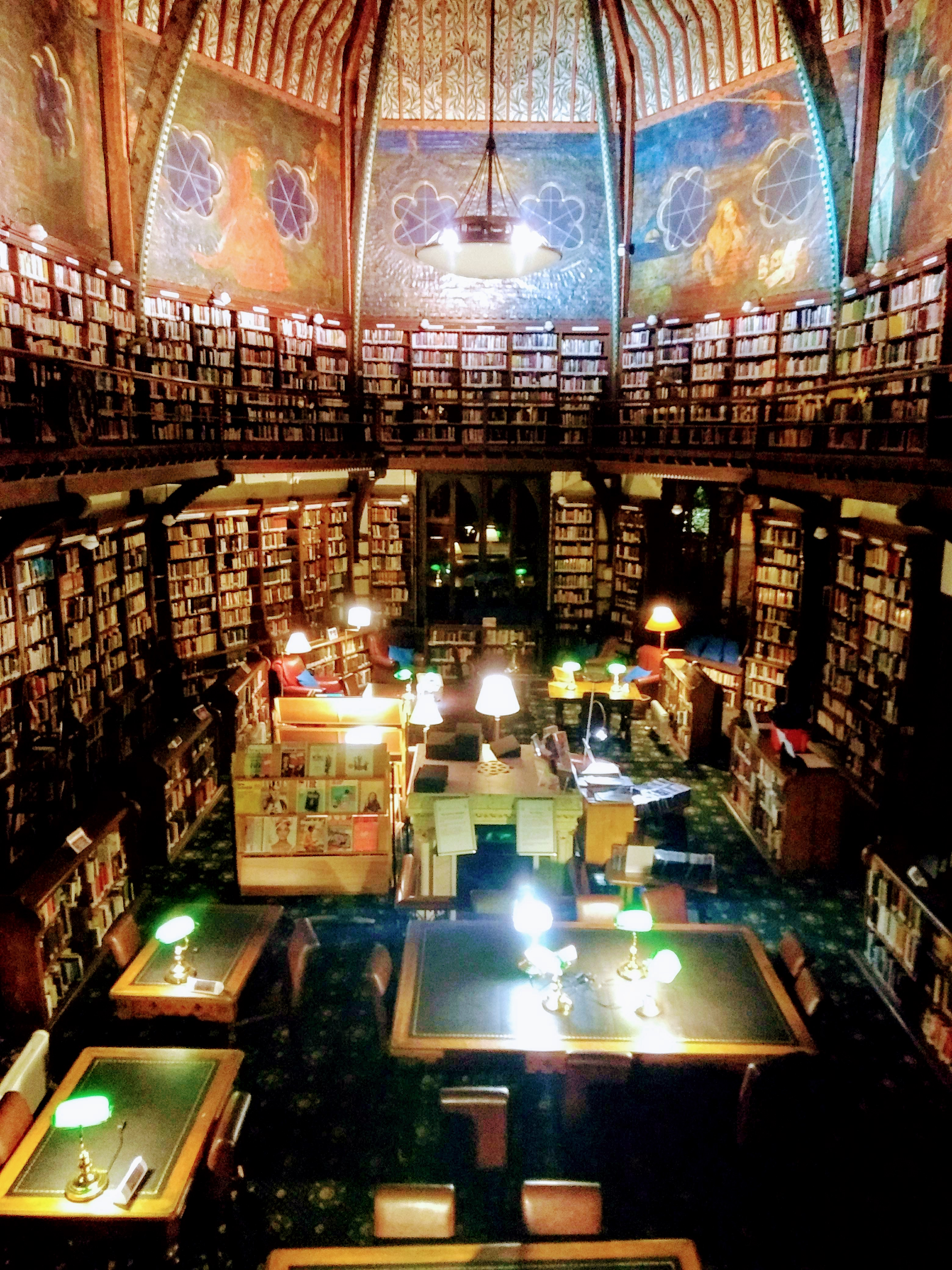
ギャラリーから見た夜の旧図書館。

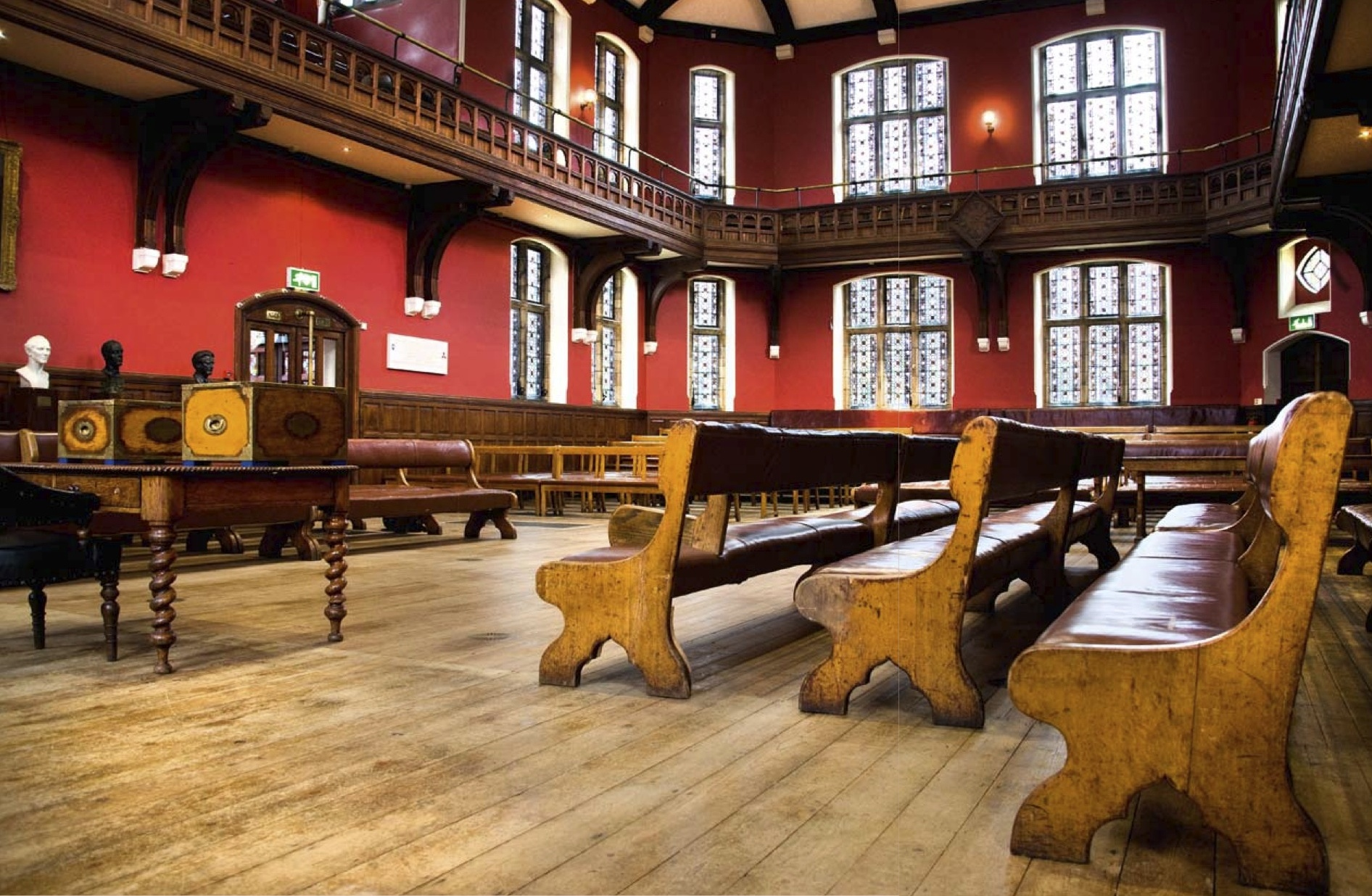
議事堂

## 主な講演者

### 政治家・活動家
- ダライ・ラマ
- マザー・テレサ
- マルコム・X
- デズモンド・ツツ
- ウィンストン・チャーチル、ハロルド・マクミラン、エドワード・ヒース、マーガレット・サッチャー、ジョン・メージャー、ゴードン・ブラウン、デービッド・キャメロン、テレサ・メイ、ボリス・ジョンソン（英国首相）
- ナイジェル・ファラージ、ジェイコブ・リース＝モグ（英国政治家）
- アレックス・サモンド（スコットランドの政治家）
- トミー・ロビンソン（イングランド防衛同盟創設者）
- ジェリー・アダムス（シン・フェインの指導者）
- リチャード・ニクソン、ジミー・カーター、ロナルド・レーガン、ビル・クリントン（米国大統領）
- ジョン・ケリー、マデレーン・オルブライト、ヘンリー・キッシンジャー（米国外交官）
- バーニー・サンダース、ジョン・マケイン、ニュート・ギングリッチ（米国大統領候補）
- キャスパー・ワインバーガー（米国国防長官）
- ロバート・ケネディ（米国司法長官）
- スティーブ・バノン、ロジャー・ストーン、コーリー・ルワンドウスキー、オマロサ・マニゴー・ニューマン（米国の政治活動家）
- デビッド・ペトレイアス、マイケル・ヘイデン（CIA長官）
- ナンシー・ペロシ、ディック・ダービン（米国政治家）
- カダフィ大佐（リビアの政治家）
- マリーヌ・ル・ペン（フランスの政治家）
- トニー・アボット、ケビン・ラッド、ジョン・ハワード、マルコム・ターンブル（オーストラリア首相）
- ギャレス・エヴァンス（オーストラリアの外務大臣）
- デビッド・ランゲ（ニュージーランド首相）
- グリゴリー・ヤブリンスキー（ロシア財務大臣）
- タルヤ・ハロネン（フィンランド大統領）
- ルーメン・ラデフ（ブルガリア大統領）
- アナ・ブルナビッチ（セルビア首相）
- レジェップ・タイイップ・エルドアン（トルコ大統領）
- ヤーセル・アラファト（パレスチナ解放機構指導者）
- ハーミド・カルザイ（アフガニスタン大統領）
- プラシャント・ブーシャン（インドの弁護士、活動家）
- シャシ・タルール（インドの外交官、政治家）
- K・P・シャルマ・オリ（ネパール首相）
- パルヴェーズ・ムシャラフ（パキスタン大統領）
- イムラン・カーン（パキスタン首相）
- ソロモン・バンダラナイケ、ラニル・ウィクラマシンハ（スリランカ首相）
- シェイク・ハシナ（バングラデシュ首相）
- マナシ・プラダン（女性の権利の活動家）
- マハティール・モハマド（マレーシア首相）
- ナナ・アクフォ＝アド（ガーナ大統領）
- F・W・デクラーク（南アフリカ大統領）

### 俳優やミュージシャン
- コメディアンのコナン・オブライエン、スティーブン・フライ、フランキー・ハワード、ジム・ボウエン、ジョン・スチュワート、デイヴ・シャペル
- イギリスの女優ジュディ・デンチとエマ・ワトソン
- イギリスの俳優、サー・イアン・マッケラン、ピアース・ブロスナン、ユアン・マクレガー、ラッセル・ブランド
- ゲーム・オブ・スローンズの俳優、クリスチャン・ナイアン、キット・ハリントン、ジョン・ブラッドリー、ジャック・グリーソン
- アメリカの俳優、モーガン・フリーマン、オーソン・ウェルズ、クリント・イーストウッド、ジョニー・デップ、マーティン・シーン、ウォーレン・ベイティ、マーク・ハミル
- マーティン・スコセッシ監督、バズ・ラーマン、ウェス・アンダーソン
- カナダの俳優レスリー・ニールセン
- ロックスターのジョン・ボン・ジョヴィ、ジミー・ペイジ、ジェラルド・ウェイ
- ポップスターのマリーナ・ディアマンディス、マイケル・ジャクソン、シャキラ、リトル・ミックス、 PSY 、アレックス・ジェームス、スーパージュニア（キュヒョン、ウニョク、シウォン、カンイン）。
- ラッパーエイサップロッキーとMIA
- 歌手サー・エルトン・ジョン、ビリー・ジョエル、ジェームス・ブラント、エミリー・サンデー、バリー・ホワイト
- ピアニストのランラン
- マジシャンデビッドブレイン
- 人形カーミットとデビッド・ストラスマン
- ポルノスターのロン・ジェレミーとストーミー・ダニエルズ
- プレゼンターのジェリー・スプリンガーとジェリー・ファルウェル

### 作家
- 作家のシャシ・タルール 、 サルマン・ラシュディ、フィリップ・プルマン、ジョン・ル・カレ
- カナダの臨床心理士のジョーダン・ピーターソン
- ジャーナリストのクリストファー・ヒッチェンス、アラン・ラスブリッジャー、ロバート・ペストン、メフディ・ハサン
- 陰謀論者デイビッド・アイク
- 経済学者トーマス・ピケティ
- エンジニア Tshilidzi Marwala
- 哲学者スラヴォイ・ジジェク
- 詩人 ウィリアム・バトラー・イェイツ

### 科学者
- スティーブン・ホーキング、アルベルト・アインシュタイン、ロバート・ウィンストン（科学者）
- リチャード・ドーキンス（遺伝学者）
- バズ・オルドリン（宇宙飛行士）
- アラン・シュガー、ピーター・ティール（起業家）
- エリック・シュミット（経営者）

### スポーツとファッション分野
- FIFA会長ゼップ・ブラッター
- ニュージーランドクリケット選手ケイン・ウィリアムソン
- フィリピンのボクサーマニー・パッキャオ
- サッカー選手のディエゴ・マラドーナ、ポール・ガスコイン、ジェフ・ハースト
- ナイジェル・オーウェンズ審判
- テニス選手ボリス・ベッカー
- イギリスのF1ドライバー、ジャッキー・スチュワート
- モデルアレクサ・チャンとカティア・エリザロバ
- ファッションジャーナリストのアナ・ウィンター
- ファッションデザイナーのトミー・ヒルフィガー、ポール・スミス、ヴィヴィアン・ウエストウッド
- クリケット選手ケイン・ウィリアムソン